# Paquetá

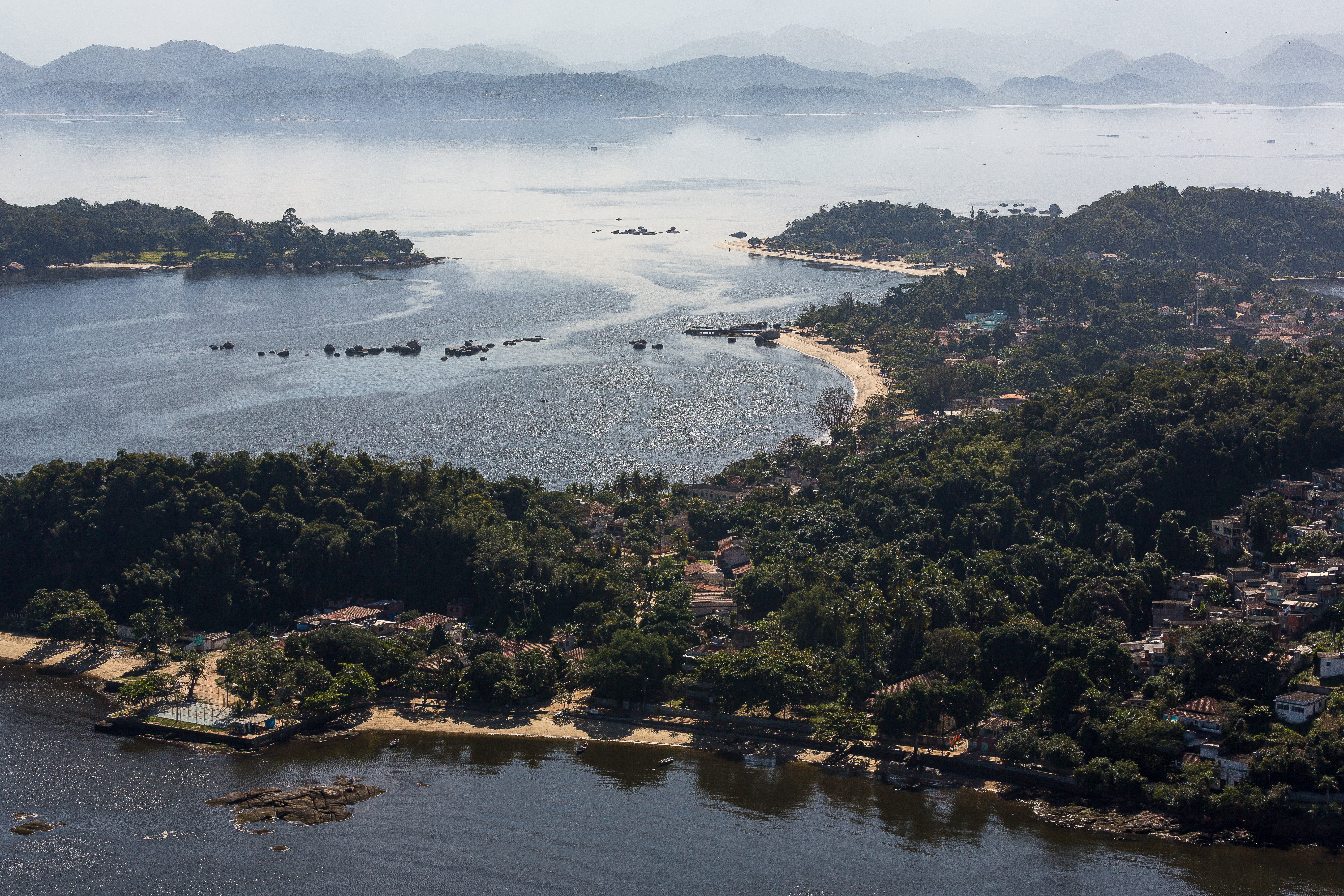
Vista aérea de la Isla de Paquetá

Isla de Paquetá (en portugués: Ilha de Paquetá) es una isla en la bahía de Guanabara, Río de Janeiro, Brasil, además de estar constituida como barrio del municipio carioca y de conformar la Región Administrativa XXI de Río de Janeiro. También fue nombrada Área de Protección del Ambiente Cultural.

## Toponimia
Los indios tamoios que habitaban la isla llamaron al lugar Pac etá, que significa en tupí 'muchas pacas', en referencia a unos roedores que habrían sido encontrados en el lugar. Sin embargo, otro historiadores creen que se refiere a una zona con muchas conchas o piedras. El nombre Paquetá ya aparecía en el siglo XVI como referencia en la cartografía francesa sobre Rio de Janeiro.

## Historia
Habitada por indios tamoios, la isla fue descubierta en 1555, antes de la fundación de Río de Janeiro, por el navegante y explorador francés André Thevet, integrante de la expedición de Nicolas Durand de Villegagnon.
Mientras las tropas portuguesas de Estácio de Sá desembarcaban en 1565 en la bahía de Guanabara para reclamar a Francia esas tierras, Paquetá fue ocupada por las tropas de rey Enrique II. Los franceses fueron derrotados y los portugueses fundaron São Sebastião do Rio de Janeiro el 1 de marzo de 1565.
La isla fue dividida por Estácio de Sá en dos sesmarías y entregada a dos aliados: el norte (donde hoy está el barrio Campo) fue para Inácio de Bulhões (allí fundó posteriormente la Fazenda de São Roque) y el sur (actualmente barrio del Puente) a Fernão Valdez. En 1697 se erigió la Capilla de São Roque, y en 1763 se construyó la Capilla Senhor Bom Jesus do Monte da Ilha de Paquetá.
La familia real portuguesa adoptó apenas llegó a Brasil (en 1808) la isla de Paquetá como lugar de visita y paseos, por lo que personajes ilustres de la época buscaron asentarse en el lugar. El rey Juan VI de Portugal solía alojarse en lo que actualmente es el Solar D'El Rei, y también asistía a las fiestas de São Roque argumentando que había curado una úlcera de su pierna en las 'aguas milagrosas' del Pozo de São Roque. Albergó también al llamado 'Patriarca de la independencia', José Bonifacio, en cuya casa está proyectado instalar un museo.
La primera línea regular de barcos a vapor que cubrió el tramo entre el centro carioca y Paquetá empezó a funcionar en 1838, cuando la isla contaba con 1.517 habitantes. La publicación en 1844 del libro A Moreninha, de Joaquim Manuel de Macedo, acrecentó la popularidad del lugar, aunque no había una mención directa a Paquetá pero sí había descripciones de escenarios que coincidían con los paisajes de la isla.
Paquetá quedó aislada de Río de Janeiro durante seis meses en 1893, cuando se produjo la llamada Revolta da Armada: la Marina de Guerra se sublevó contra el gobierno de Floriano Peixoto y la isla fue tomada por los insurrectos como base de operaciones. El levantamiento fue aplastado en abril de 1894.
La iluminación de las calles y el servicio de electricidad llegó a Paquetá en 1920, suministrado por la empresa Light&Power. En 1961 se estableció el Distrito Administrativo de Paquetá y en 1975 se convirtió en un barrio de la ciudad de Rio de Janeiro.
La isla conserva las antiguas edificaciones y las calles de tierra, y los automóviles particulares no están permitidos, por lo que Paquetá mantiene las características de las ciudades del siglo XIX. Desde mayo de 1999 es un Área de Protección del Ambiente Cultural (APAC), lo que representa la protección de predios y monumentos tanto como conjuntos urbanos representativos de diversas fases de la ocupación de Río de Janeiro.

## Geografía y demografía
Paquetá es el barrio ubicado más al norte de Río de Janeiro y también es el más oriental de la ciudad. Es una isla de un área de 1.193.687,64 m² en la bahía de Guanabara que conforma la Región Administrativa XXI - Paquetá (del Área de Planeamiento 1 - Centro), integrada también por todo el archipiélago que incluye 13 islotes circundantes.
La isla tiene doce playas en sus 8 kilómetros de perímetro y nueve cerros, con el Morro do Vigário como punto más alto de Paquetá, con 69 metros sobre el nivel del mar.
Según los últimos datos de censo publicados por el Instituto Brasileño de Geografía y Estadística (IBGE), en 2010 Paquetá tenía 3.361 habitantes (un 0,05% de la población de Río de Janeiro), con 1.259 personas menores de 30 años, 1.324 de entre 30 y 59 años, y 778 habitantes de 60 años o más.

### Flora y fauna
La isla tiene una gran proporción de mata atlántica, con árboles frutales, palmeras, flamboyants y dos baobabs. Entre la fauna, se pueden encontrar zarigüeyas, monos (en particular tamarinos), murciélagos, garzas y gran cantidad de aves silvestres, marinas y migratorias. Entre las especies acuáticas hay hipocampos, estrellas de mar, erizos, moluscos y crustáceos.

## Transporte
Ubicada en plena bahía de Guanabara, a Paquetá se accede por vía fluvial. Un servicio de ferris comunica el centro de Río de Janeiro (Praça XV) con el muelle de Paquetá en un viaje de unos 60 minutos, con 11 frecuencias los días de semana y 13 los fines de semana y feriados. Hay boletos combinados para la integración de los transbordadores con el metro, los ómnibus municipales e intermunicipales, el tren y el tranvía VLT.
La mayoría de transporte interno de la isla se realiza en bicicleta y hay también ecotaxis (un servicio de transporte con tracción humana que permite llevar dos pasajeros) y carros eléctricos (similares a los carros de golf), que en 2016 reemplazaron a los charretes tirados por caballos. Hay muy pocos vehículos motorizados en Paquetá, uno de ellos es el Trenezinho, que en realidad es un tractor con un acoplado acondicionado para llevar pasajeros.

## Turismo
La isla de Paquetá, conocida como 'La Perla de Guanabara' o 'Isla de los Amores' (y también con apodos como 'Isla de los Dos Barrios', 'Isla del Sosiego', 'Jardín de los Enamorados' e 'Isla de las Serenatas'), se convirtió en un destino turístico debido a su cercanía con el centro de Río de Janeiro (se puede llegar en ferry) y por su ambiente relajado, sus 12 playas (las más famosas son Moreninha —oficialmente llamada Praia Dr. Aristão— y Praia José Bonifacio), su entorno que la asemeja a una ciudad del siglo XIX (con calles de tierra y casas antiguas), paseos al aire libre y algunas atracciones culturales.
Frente a la playa de los Tamoios, otra de sus atracciones son dos árboles africanos baobab, los únicos en Brasil junto con el baobab del Paseo Público (Plaza de los Mártires) de Fortaleza. Uno de ellos, plantado en 1627 y con un tronco de más de 7 metros de circunferencia, fue llamado María Gorda y listado por el Instituto Estatal de Patrimonio Cultural (Inepac). Una supuesta leyenda es mencionada en una placa:

"Suerte a largo plazo a quien me besa y respeta. Pero siete años de retraso a cada maldad que a mí se me haga".

Otras de las atracciones de la isla de Paquetá son:
- Plazas Pintor Pedro Bruno, Bom Jesus do Monte y São Roque
- Parque Darke de Mattos (una reserva natural con senderos, vegetación y el mirador Morro da Cruz)
- Iglesia Senhor Bom Jesus do Monte y capilla de São Roque
- Puente de la Saudade
- Piedras de la Moreninha y de los Enamorados
- Caramanchão dos Tamoios (una pérgola asomada a la bahía de Guanabara)
- La Casa de las Artes
- Solar d'el Rei
- Cementerio y capilla de Paquetá
- Cementerio de los Pájaros (donde los moradores entierran a sus aves fallecidas)
- Alquiler de botes a pedales y kayaks